# Amerikaanse woudaap
De Amerikaanse woudaap (Botaurus exilis, synoniem: Ixobrychus exilis) is een vogel uit de familie Ardeidae (reigers en roerdompen).

## Verspreiding en leefgebied
Deze soort komt voor van de oostelijke en zuidwestelijke Verenigde Staten tot zuidoostelijk Brazilië en telt zes ondersoorten:
- B. e. exilis: oostelijk Canada, de oostelijke en zuidwestelijke Verenigde Staten.
- B. e. pullus: noordwestelijk Mexico.
- B. e. erythromelas: van oostelijk Panama en noordelijk Zuid-Amerika tot noordelijk Bolivia en noordelijk Argentinië.
- B. e. limoncochae: oostelijk Ecuador.
- B. e. bogotensis: centraal Colombia.
- B. e. peruvianus: het westelijke deel van centraal Peru.